# Kozia Jaskinia w Jatkach
Kozia Jaskinia w Jatkach, Kozia Jaskinia, Capia Dziura (słow. Kamzíčia jaskyňa, Kozia jaskyňa, węg. Zerge-barlang, niem. Gemsenhöhle) – jaskinia w Tatrach Bielskich, w masywie Zadnich Jatek. Stanowi niemal poziomy, obszerny tunel o długości 47 metrów, przebijający grań na wylot.
Jaskinia ma trzy otwory, znajdujące się nieco ponad 100 metrów na północny zachód od głównego wierzchołka Zadnich Jatek, na wysokościach 1989 m (południowo-zachodni), 1994 m (środkowy) i 1990 m n.p.m. (północno-wschodni). W Wielkiej encyklopedii tatrzańskiej podawana jest wysokość 2001 m dla otworu południowo-zachodniego i 2002 m dla północno-wschodniego. Otwór południowo-zachodni, o szerokości 10,5 m i wysokości 2,5 m (Józef Nyka podaje wymiary 7 × 5 m) znajduje się ponad urwiskiem, opadającym do jednej z gałęzi Szalonego Żlebu w Dolinie Przednich Koperszadów. Z otworu tego roztacza się widok na Łomnicę z otoczeniem. Wejście północno-wschodnie, mierzące 2,4 × 1,2 m, znajduje się na stoku opadającym do Doliny Kępy, bezpośrednio przy ścieżce, która w latach 1931–1978 była znakowana i stanowiła fragment szlaku Magistrali Tatrzańskiej. W odległości 4 metrów na południowy zachód od niego i 4 metry wyżej usytuowany jest górny, środkowy otwór. Tunel jaskini za wejściem przy dawnej Magistrali Tatrzańskiej podwyższa się i rozszerza; zmieniając lekko kierunek umożliwia dotarcie do wielkiego otworu południowo-zachodniego. Do zwiedzenia jaskini nie jest konieczne użycie sztucznego źródła światła.
Jaskinia utworzyła się w wapieniach murańskich. Jej dno pokryte jest zwietrzeliną. W zimie chronią się w niej kozice, od których pochodzi nazwa jaskini. 